# HMS Halmstad (T140/R140)
HMS Halmstad (T140/R140) var en av svenska marinens torped/robotbåtar. Byggdes ursprungligen som torpedbåt i Norrköping-klassen men byggdes om till robotbåt 1982–1984 och betecknades därför som (R140) efter ombyggnaden.